# Tianchisaurus
Tianchisaurus („Ještěr od Jezera Nebeské lázně") byl rod menšího ptakopánvého dinosaura ze skupiny "obrněných" ankylosaurů. Zahrnuje zatím jediný známý druh (T. nedegoapeferima), který formálně popsal v roce 1993 čínský paleontolog Tung Č’-ming. Fosilie byly objeveny roku 1974 v údolí Sangonghe na území Džungarie (dnešní provincie Sin-ťiang) v sedimentech souvrství Toutunhe o stáří asi 170 až 165 milionů let (geologický věk bajok až bath). Pokud šlo o zástupce čeledi ankylosauridů, jak se domnívá sám autor popisu, pak se zřejmě jedná o nejstaršího známého zástupce této skupiny.

## Popis

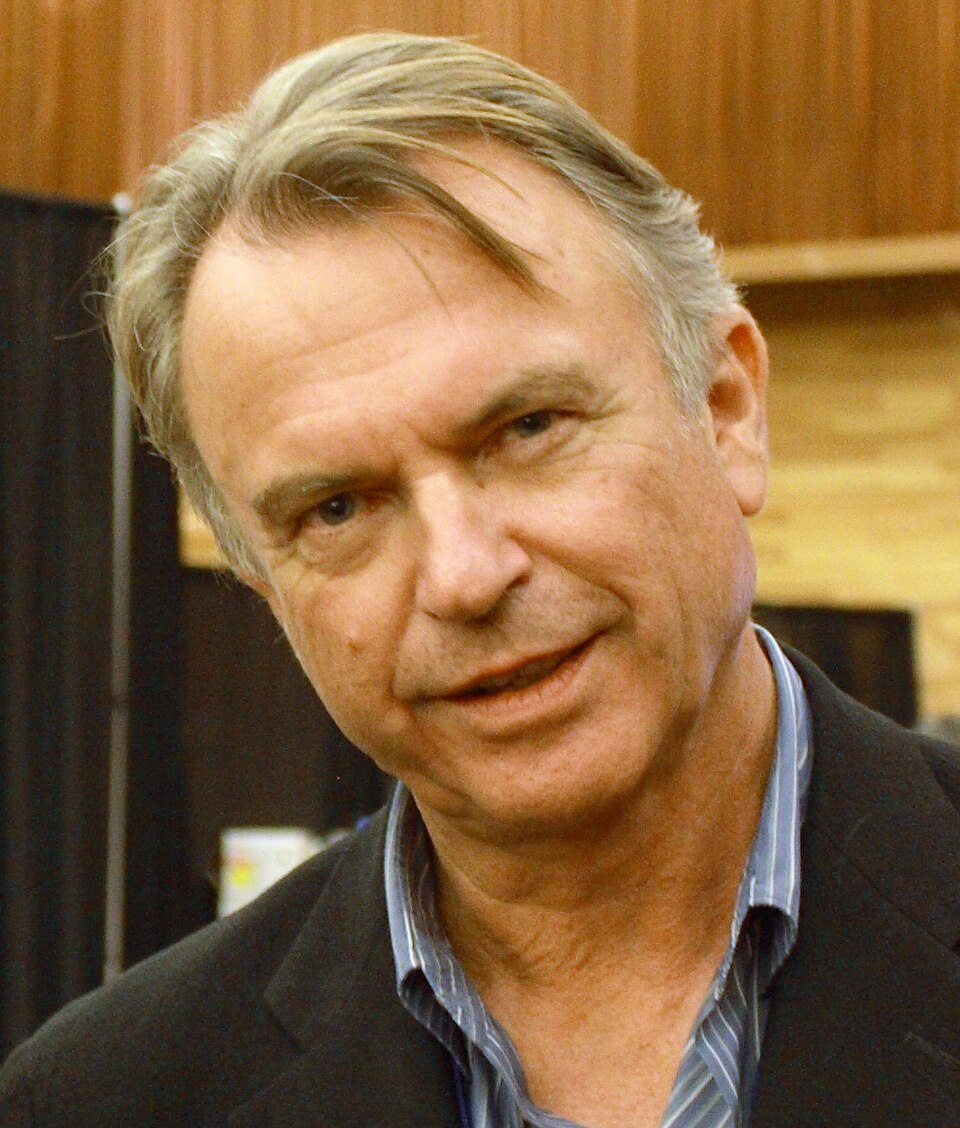
Sam Neill, jeden z herců, od nějž získal Tianchisaurus své druhové jméno.

Tianchisaurus postrádal kostní "palcát" na konci ocasu, typický pro ostatní ankylosauridy. Jednalo se o menšího ankylosaura, který dosahoval délky přibližně 3 metry a hmotnosti kolem 200 kilogramů.

## Vědecký popis a jméno
Tento dinosaurus (holotyp nese označení IVPP V.10614) byl původně neformálně pojmenován jako Jurassosaurus, a to na počest úspěšného snímku Stevena Spielberga Jurský park. Druhové jméno je pak rovněž poctou tomuto americkému snímku z roku 1993. Slovo nedegoapeferima je totiž složeno z počátečních písmen příjmení herců, kteří v tomto filmu hráli. Konkrétně jsou to Sam Neill, Laura Dernová, Jeff Goldblum, Richard Attenborough, Bob Peck, Martin Ferrero, Ariana Richardsová a Joseph Mazzello. Jméno Jurassosaurus navrhl sám Spielberg, Tung jej ale neakceptoval (čímž se z něho stalo nomen nudum). Zachoval však navrhované druhové jméno.